# فخري قعوار
فخري قعوار (9 يونيو 1945 -8 أكتوبر 2024) صحفي وأديب وقاص وناقد وبرلماني قومي عربي أردني ولد في بلدة الاجفور (الرويشد حاليا)، عرف بمواقفه الثابتة في مناصرة القضية الفلسطينية ومحاربة التطبيع. له كتابات كثيرة تدعم المرأة وحقوقها. الأردني الوحيد الذي انتخب امين عام الاتحاد العام للادباء والكتاب العرب مرتين على التوالي.
بدأ الكتابة القصصية وهو طالب في المرحلة الاعدادية وأُذيعت أولى قصصه من دار الإذاعة الأردنية عام 1962. ثم نشر قصصه الأولى في مجلات وصحف أردنية وعربية.

## حياته
حصل على شهادة الثانوية العامة المصرية من الكلية الإبراهيمية في القدس عام 1964. ثم حصل على الشهادة الجامعية باللغة العربية وآدابها من جامعة بيروت العربية في لبنان عام 1971.
عمل معلمًا للغة العربية في المدارس الخاصة في الزرقاء وعمان لمدة 13 عامًا، اعتبارًا من عام 1967 وإلى عام 1980. ثم عمل في جامعة اليرموك (إربد)، في فترة تأسيسها التي بدأت في النصف الثاني من عقد السبعينات، لفترة وجيزة لا تزيد عن أشهر قليلة، حيث فصله رئيس الوزراء مضر بدران، بسبب مقالته عمان في القلب التي نشرت في جريدة الرأي.
بدأ الكتابة القصصية وهو طالب في المرحلة الاعدادية في المدرسة الحكومية بالمفرق، وأُذيعت أولى قصصه من دار الإذاعة الأردنية عام 1962، وحصل على مكافأة مالية مقابل بثها. ثم نشر قصصه الأولى في مجلات وصحف أردنية وعربية، مثل «القصة» المصرية، و«الأديب» اللبنانية، و«الأفق الجديد» المقدسية، وصحف «الجهاد» و«الدفاع» و«فلسطين» و«المنار» وغيرها.
شارك في تأسيس عضوية العديد من الهيئات النقابية الثقافيّة المحلية والعربية، فهو عضو مؤسس لرابطة الكتاب الأردنيين التي إنتُخِب عضوًا في هيئتها الإدارية عدة مرات، ونائبًا للرئيس مرة واحدة وصار رئيساً لها فيما بعد لمدة أربع دورات امتدت منذ عام 1991 وحتى عام 1999. انتخب قعوار في عام 1992 أميناً عام للاتحاد العام للأدباء والكتاب العرب، في المؤتمر الذي عقد في عمان، ثم أعيد انتخابه رئيساً للاتحاد مرة ثانية في عام 1995 في المؤتمر الذي عقد في الدار البيضاء بالمغرب، وظل رئيساً للاتحاد العام مدة ست سنوات. وهو عضو في نقابة الصحفيين الأردنيين، وعضو في جمعية الأدب والفن الساخر البلغارية، المنتدى القومي العربي، عمان، بيروت، مؤتمر القوى الشعبية العربية. وفي عام 1989 انتخب نائباً في البرلمان الأردني عن مدينة عمان، وعمل رئيساً لتحرير صحيفة «الوحدة» الأسبوعية.
تولى رئاسة تحرير مجلة «أوراق» الثقافية التي تصدر عن الرابطة.
عمل رئيسًا لتحرير صحيفة «وسام» الخاصة بالأطفال، أثناء صدور عددها الأول في نصف عقد الثمانينات، وعمل رئيسًا لتحرير صحيفة «الوحدة» الأسبوعية السياسية الثقافية، منذ صدورها عام 2001
شارك بقصصه في عدد من كتب المختارات القصصية، وكتب عشرات المقدمات، وعشرات الكلمات على أغلفة كتب زملائه الأدباء والكتّاب الأردنيين والعرب.

## أعماله
- أصدر في مجال القصة القصيرة والرواية:

1. «ثلاثة أصوات» (مشتركة) 1972.
2. «لماذا بكت سوزي كثيرًا» 1973.
3. «ممنوع لعب الشطرنج» 1976.
4. «أنا البطريك» 1981.
5. «البرميل» 1982، وحصلت طباعتها ثلاث مرات.
6. «أيوب الفلسطيني» 1989.
7. «حلم حارس ليلي» 1993.
8. «رجل وامرأة» (مترجمة) 1996.
9. «عنبر الطرشان» (رواية) 1996.
10. «درب الحبيب» 1996.
11. «الأعمال القصصية» مجلد للمجموعات القصصية 2003.
12. Party of the Deaf"" رواية ترجمت إلى اللغة الإنكليزية 2005.
13. «الأعمال الكاملة» رواية والمجموعات القصصية والتجربة القصصية 2006.
14. «لا تغرب الشمس» رواية 2008.
15. «الخليل والليل» مجموعة قصصية 2009.

- أصدر في مجال أدب الطفل:

1. «السلحفاة والأطفال» (حكايات مترجمة) 1979.
2. «من الفراشة الملونة إلى الطيور المهاجرة» (قصص قصيرة) 1980.
3. «وطن العصافير» (مسرحية) 1983، وظهرت كمسرحية في مهرجان جرش وفي مدن أردنية أخرى وفي بعض الأقطار العربية.
4. «حديث مع أُميمة» (في الأدب الشعبي) 1991.

- أصدر في مجال الأدب الساخر:

1. «يوميات فرحان فرح سعيد» 1982.
2. «مراسيم جنازتي» 1994.
3. «لحن الرجوع الأخير» 1998.
4. «الأعمال الساخرة» 2007.
5. «يوم الضحك» 2009.

- أصدر في مجال كتابة المقالات والدراسات:

1. «أوراق في الفن» 1985.
2. «ليالي الأنس» 1990.
3. «شجرة الورد» 1997.
4. «الديك والدجاجة» 2006.
5. «بستان صاحبة الجلالة» 2006.
6. «حوارات» 2009.

- شارك بقصصه في عدد من كتب المختارات القصصية، وكتب عشرات المقدمات، وعشرات الكلمات على أغلفة كتب زملائه الأدباء والكتّاب الأردنيين والعرب.
- انتسب لرابطة الكتاب الأردنيين منذ تأسيسها عام 1974، وإنتُخِب عضوًا في هيئتها الإدارية عدة مرات، ونائبًا للرئيس مرة واحدة، ثم إنتُخِب رئيسًا للرابطة في أربع دورات، وتولى رئاسة تحرير مجلة «أوراق» الثقافية التي تصدر عن الرابطة.
- عمل رئيسًا لتحرير صحيفة «وسام» الخاصة بالأطفال، أثناء صدور عددها الأول في نصف عقد الثمانينات، وعمل رئيسًا لتحرير صحيفة «الوحدة» الأسبوعية السياسية الثقافية، منذ صدورها عام 2001.
- إنتُخِب أمينًا عامًا للأتحاد العام للأدباء والكتاب العرب عام 1992، في المؤتمر الذي عقد في عمان، وأُعيد انتخابه للمنصب نفسه في عام 1995، في المؤتمر الذي عقد في الدار البيضاء بالمغرب. إنتُخِب نائبًا للبرلمان الأردني في مدينة عمان عام 1989 لمدة أربع سنوات.[4]

### الإذاعة والتلفزيون
- كتب مسلسلاً تلفزيونيًا كوميديًا في ثلاثين حلقة عن كتابه، «يوميات فرحان سعيد فرحان»، وقام ببطولته شفيقة الطل ونبيل صوالحة وأشرف أباظة وآخرون، وأخرجه أحمد يوسف.
- كتب برنامجًا إذاعيًا شعبيًا ساخرًا يوميًا يحمل اسم «دار أبو ورّاد»، استمر حوالي عامين في أواسط التسعينات، في الإذاعة الأردنية.
- كتب برنامجًا إذاعيًا شعبيأ ساخرًا يوميًا يحمل اسم «كل يوم حكاية» استمر حوالي عامين في نهاية التسعينات، في الإذاعة الأردنية.
- كتب مسلسلاً إذاعيًا تحت عنوان «رجل فوق الشبهات» مؤلفًا من 30 حلقة، تمَّ بثه بشكل يومي من الإذاعة الأردنية عام 2002.

## الجوائز
- جائزة سيف الدين الإيراني للقصة القصيرة من رابطة الكتاب الأردنيين عام 1986.[5]
- الجائزة التقديرية في أدب الأطفال من رابطة الكتاب الأردنيين عام 1983.
- جائزة أفضل مسرحية للأطفال من جمعية المكتبات الأردنية عام 1984.[5]
- جائزة الدولة التشجيعية لمجموعته القصصية «أيوب الفلسطيني» عام 1989.[6]
- جائزة «يعقوب عويس» لأفضل كاتب مقالة صحفية عام 1996.[6]
- جائزة مهرجان الملتقى للمبدعين العرب الذي ترعاه جامعة الدول العربية في القاهرة عام 2002.[6]
- تقلد وسام «الاستقلال» من الملك عبد الله الثاني في عام 2008.[6]
- تقلد وسام الفاتح العظيم من الدرجة الأولى من الرئيس «معمر القذافي» الجماهيرية الليبية عام 1993.[6]
- جائزة الحسين للإبداع الصحفي (أفضل مقالة) من نقابة الصحفيين الأردنيين (2001).[6]